# Som (Białoruś)
Som (biał. Сом; ros. Сом, Som) – wieś na Białorusi, w obwodzie homelskim, w rejonie lelczyckim, w sielsowiecie Bujnowicze.